# 4882 Divari
A 4882 Divari (ideiglenes jelöléssel 1977 QU2) a Naprendszer kisbolygóövében található aszteroida. Nyikolaj Sztyepanovics Csernih fedezte fel 1977. augusztus 21-én.